# Bodzechów-Folwark
Bodzechów-Folwark – część wsi Bodzechów w Polsce, położona w województwie świętokrzyskim, w powiecie ostrowieckim, w gminie Bodzechów.
W latach 1975–1998 Bodzechów-Folwark administracyjnie należał do województwa kieleckiego.